# Maeda Mitsutaka
Maeda Mitsutaka est un nom japonais traditionnel ; le nom de famille (ou le nom d'école), Maeda, précède donc le prénom (ou le nom d'artiste).
Maeda Mitsutaka (前田 光高, 9 janvier 1616-30 avril 1645) est un daimyo du début de l'époque d'Edo, à la tête du domaine de Kaga.
De par sa mère, il est neveu du shogun Tokugawa Iemitsu. Comme Iemitsu est sans héritier pendant un certain temps, Mitsutaka est considéré comme un héritier potentiel. Si cela s'était produit, il serait devenu le quatrième shogun Tokugawa.

## Famille
- Père : Maeda Toshitsune (1594-1658)
- Frère : Maeda Toshitsugu (1617-1674), fondateur du domaine de Toyama.

## Source de la traduction
- (en) Cet article est partiellement ou en totalité issu de l’article de Wikipédia en anglais intitulé « Maeda Mitsutaka » (voir la liste des auteurs).